# Léo Gausson

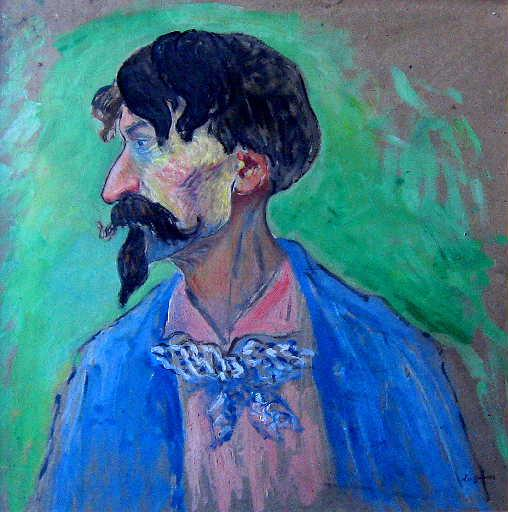
Selbstporträt

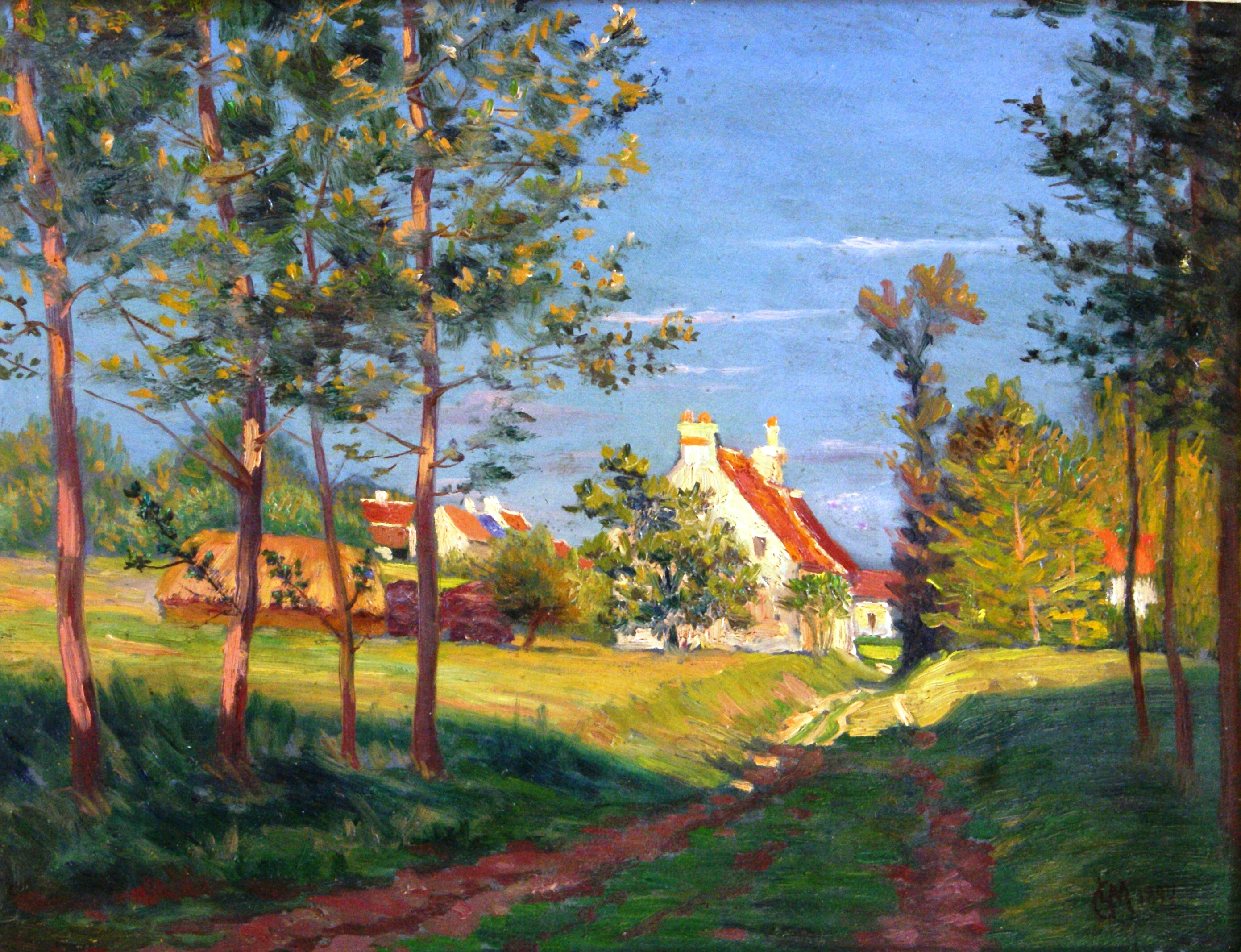
Weg zum Dorfe

Léo Gausson (* 14. Februar 1860 in Lagny-sur-Marne; † 27. Oktober 1944 ebenda) war ein französischer Maler.
Léo Gausson begann seine Ausbildung zum Bildhauer auf Abendkursen an der Pariser École nationale supérieure des arts décoratifs. Er experimentierte auch mit Holzschnitt und Radierung, sein Hauptinteresse galt aber der Malerei.
Der spanische Maler Antonio Cortes (1827–1908) führte ihn in die Freilichtmalerei im Style der Schule von Barbizon ein. Gausson wurde Anhänger des Neoimpressionismus, dessen wichtigste Vertreter Georges Seurat und Paul Signac wurden. 1885 erklärte Gausson die Prinzipien des Neoimpressionismus in einem langen Brief an Émile Zola. Er nahm an zahlreichen Avantgarde-Ausstellungen teil.
Gausson illustrierte Bücher von Adolphe Retté, schrieb selbst eine Sammlung von Novellen „Histories vertigineuses“ (Schwindelerregende Geschichten).
1899 eröffnete er im Theatre Antoine eine Ausstellung seiner Gemälde. Gausson entwarf ein Denkmal für den Straßenbauer Charles Colinet im Wald von Fontainebleau. Im Jahr 1900 wurde er Mitglied der Académie des beaux-arts.
1901 kam er nach Afrika als Beamter der Kolonialverwaltung von Französisch-Guinea und blieb dort acht Jahre lang.
Nach der Rückkehr nach Frankreich ließ er sich in der Bretagne nieder. Die letzten Lebensjahre verbrachte er bei seinem Neffen in seinem Geburtsort Lagny-sur-Marne.